# シェーン・サボルチ
シェーン・サボルチ（Schön Szabolcs 、2000年9月27日 - ）は、ハンガリー・ブダペスト出身の同国代表プロサッカー選手。MOLフェヘールヴァールFC所属。ポジションはFW。

## 経歴

### クラブ
ブダペスト・ホンヴェードFCのアカデミーで育成された。
2017年1月、アヤックス・アムステルダムと2年半契約を結んだことが発表された。加入後はユースチーム及びセカンドチームでプレーしたが、結局トップチームでの出場機会はなかった。2019年1月、双方合意の上でアヤックスとの契約を解除し退団した。
2019年2月4日、MTKブダペストFCに移籍。
2021年4月、5月よりMLSのFCダラスに加入することが発表された。
2022年8月26日、MOLフェヘールヴァールFCに移籍した。

### 代表
ユース年代からハンガリー代表に選出されており、UEFA U-17欧州選手権2017などに出場した。
2021年6月1日、フル代表では未出場ながら、UEFA EURO 2020に参加するハンガリー代表メンバー26人の一人に選出された。同月8日、大会直前に開催されたアイルランド代表との親善試合でフル代表デビューを果たした。